# Breaking the Waves
Breaking the Waves ("Bryter vågorna") är en dansk dramafilm från 1996 i regi av Lars von Trier. I de ledande rollerna ses Emily Watson och Stellan Skarsgård.

## Handling
I ett samhälle under 1970-talet på den skotska nordvästkusten lever den blyga och djupt religiösa flickan Bess (Emily Watson) med skydd hos familjen, det vill säga hennes mor, farfar och svägerskan Dodo som nyligen blivit änka. 
Kyrkklockorna har blivit förbjudna av de äldre byborna. Jan (Stellan Skarsgård) som arbetar på en oljeplattform i Nordsjön, möter Bess och kärlek uppstår. De vill gifta sig, men de möter motstånd från Bess familj och församlingen i den lilla byn. Dock gifter de sig trots alla svårigheter. Båda två upplever att de har ett stimulerande kärleksliv, men när Jan måste återvända till oljeplattformen, blir Bess bestört, vilket leder till långa telefonsamtal laddade med känslor som inte kan stilla hennes längtan. Hon pratar om sin längtan och sorg med Gud, och svarar själv på frågorna hon ställer honom. 
Hon ber att Jan ska återvända vilket också sker, men det är för att Jan har skadat sig allvarligt i en olycka och måste föras till akutsjukhus. De konstaterar att han är förlamad från nacken och nedåt, och detta lägger Bess skulden på sig själv för eftersom hon bad till Gud så många gånger att han skulle komma tillbaka. Jan inser att efter olyckan kommer han aldrig kunna älska med Bess mer och uppmanar henne därför att roa sig med att hitta nya partners, och sedan berätta alla sexupplever för honom. Det gör Bess och börjar ha samlag med flera män i tro att han ska bli frisk av det. På grund av det förkastas hon av samhället och av sin mor, samt förnedrar sig allt mer. Dodo, sjuksköterska, och Richardson försöker få henne tvångsomhändertagen men hon flyr under transporten. Samtidigt blir Jan allt sämre och får opereras flera gånger. Bess utsätter sig för sexuellt övergrepp för att rädda Jan, men dör efter att hon blir misshandlad. Jan blir dock bättre efter operationerna och han stjäl Bess lik från kyrkans män, som vill sända henne till helvetet, och anordnar själv en kärleksbegravning för henne.

## Rollista
- Emily Watson – Bess McNeill
- Stellan Skarsgård – Jan Nyman
- Katrin Cartlidge – Dodo McNeill
- Jean-Marc Barr – Terry
- Adrian Rawlins – doktor Richardson
- Jonathan Hackett – prästen
- Sandra Voe – mamman
- Udo Kier – den sadistiske sjömannen
- Mikkel Gaup – Pits
- Roef Ragas – Pim
- Phil McCall – William, farfadern
- Robert Robertson – ordföranden

## Produktion

### Bakgrund
Redan i början av 1990-talet började berättelsen till en film ta form i Lars von Triers huvud. Arbetsnamnet var Justine. Von Trier ville skapa en erotisk film, inte en porrfilm, men en film som skulle beröra erotiken som ett centralt ämne. Första utdraget till manuset såg ut ungefär så här. Den skulle spelas in på engelska och utspela sig i tidigt 1960-tal. Huvudkaraktärerna var en språkprofessor, lyckligt gift med en av sina tidigare elever,  Caroline. De har ett litet barn och bor i en större europeisk stad. Plötsligt drabbas John av en stroke, han blir allt sjukare och sjukare och förstår att han aldrig kommer att kunna ha ett normalt liv igen. Han uppmuntrar sin fru Caroline att ta en älskare och berätta om äventyren för honom. Caroline lyder honom och har ett antal affärer med olika män. Hon tvingar John att berätta sina innersta sexuella fantasier så hon kan förverkliga dem för honom. Deras barn blir fråntaget dem av Carolines föräldrar som anser att Caroline håller på att tappa förståndet. Johns tillstånd förvärras ytterligare och han är nära döden. Förtvivlad uppsöker Caroline en man med ett notoriskt rykte och sexakten leder till hennes död. John återhämtar sig och står i sista scenen på kyrkogården med deras lilla pojke i famnen och ser på Carolines grav.
Två veckor senare ändrades titeln till Breaking the waves, storstaden blev till belgisk kust och professorn John blev till fiskaren Jan och Carolines bakgrund ändras till djupt katolsk. Själva huvudberättelsen har nu utvecklats, slutet är dock annorlunda. Jan tar med Carolines döda kropp ut till havs och begraver henne där. Några tillägg och borttagningar gjordes av bland annat av en våldtäktsscen. I mars 1995 blev Caroline Bess och den slutliga valet av plats blev Skottland, Isle of Skye. Både för sina naturliga karga skönhet och för att det skulle kunna vara en trolig plats för ett litet intimt samhälle med en stark gudstro.  

### Slutligt koncept
Efter fem år av tankar och manusskrivande och 42 miljoner kronor senare var Breaking the Waves färdig. Von Triers inspiration till grundidén hade han fått från en barnbok som han läste som ung, Guldhjärtat. Den handlande om en liten flicka som gick ut i skogen med brödbitar för att mata djuren, men när hon kom ut från skogen var hon naken. Sista slutrepliken i boken var – "Jag klarar mig bra i alla fall." Hon hade givit bort allt hon hade och ägde. Det var där i Guldhjärtat som idén till Bess föddes. Bess och Guldhjärta har många gemensamma nämnare, oskuldsfulla och extremt godhjärtade som ger till de inte har något mera att ge. Till och med sina liv, i alla fall i Bess fall.

## Mottagande
Filmen har belönats med flera utmärkelser, bland annat bästa europeiska film under senaste 25 åren samt Zlota Tasma, Gyllene bandet för bästa utländska film år 1997. Filmen hade Sverigepremiär den 23 augusti 1996 på Capitol i Göteborg, på Spegeln i Malmö samt på Röda Kvarn	i Stockholm. Den hade urpremiär i Danmark den 5 juli och den hade videorelease i Sverige augusti 1997.